# Антистен
Антистен (на старогръцки: Ἀντισθένης Antisthénēs; на латински: Antisthenes, * ок. 445 пр.н.е., † ок. 365 пр.н.е.) е древногръцки философ, считан за основоположник на кинизма. 
Роден и живее в Атина, затова наричан още Антистен Атинянина. Майка му била тракийка. Той бил беден човек и живеел в оскъдица. Незаконнороден, той бил лишен от граждански права, но това не му пречело да се надсмива над атиняните, подигравайки им се, че се гордеят не с добродетели, а с месторождение.
Учил при софиста Горгий, после при Сократ и станал толкова близък негов ученик, че присъствал на смъртта на своя учител. Антистен бил символ на „унижените и оскърбените“ в Атина. Носел обикновен плащ, не се подстригвал, имал дълга брада, ходел бос. Понякога неканен влизал в нечий дом, за да каже на стопаните какво мисли за тях и да им даде съвети как да станат по-добродетелни хора.
Написал множество съчинения, но повечето били унищожени, заради техния предизвикателен и екстремистки характер. Учил, че човек може да се научи да бъде добродетелен.
„Добродетелите изискват „Сократова сила“, а не идват от богатство и почести. Добродетелта е оръжие, което не могат да ни отнемат. Благородството на човека е в добродетелите, а не в произхода. Атиняните, които се гордеят със своя произход, не превъзхождат животните, родени в Атина.“ е част от малкото запазени от него фрагменти до наши дни.
Антистен не се възхищавал от Прометей, защото даровете на цивилизацията не били ценност за него. Вместо това почитал Херакъл като герой на земните подвизи и на труда. Според Антистен трудът бил благо, непретенциозният живот – също. Антистен критикува градския живот и се отнася с презрение към удобствата на цивилизацията. Проповядвал простота и непретенциозност.
Казвал, че предпочита да полудее, вместо да стане роб на удоволствията. Удоволствието за него било благо само тогава, когато след него не идва разкаяние. От човек се изисквало да почита справедливите хора повече от онези, които са му просто родни. Обичал парадоксите, с които тревожел съвестта на своите съграждани.
Съветвал към политиката да се отнасяме както към огъня: да не стоим нито много близо, защото ще изгорим, нито твърде далече, защото ще замръзнем. Антистен отричал да има разлика между свободните и робите. И докато Платон строго разпределял всички хора в три съсловия, за Антистен съсловните разлики нямали никакво значение. Богатството и беднотата за него били в душата, а не в нещата. Мъдрецът за него трябвало да живее по законите на добродетелите, а не според законите на държавата, която загивала само тогава, когато престанат да се различават добрите хора от лошите.